# Pedicularis kawaguchii
Pedicularis kawaguchii är en snyltrotsväxtart som beskrevs av Takasi Takashi Yamazaki. Pedicularis kawaguchii ingår i släktet spiror, och familjen snyltrotsväxter. Inga underarter finns listade i Catalogue of Life.